# Cangrande I. della Scala
Cangrande I. della Scala (původně Francesco della Scala, 9. března 1291, Verona - 22. června 1329, Treviso) byl vládce italské Verony, Padovy a Vicenzy z rodu Scaligerů, říšský vikář, schopný vojevůdce a také patron věd a umění. Přezdívka Cangrande znamená velký pes.

## Život
Cangrande se narodil ve Veroně jako třetí syn podesty Alberta. Po otcově smrti se stal veronským podestou nejstarší Bartoloměj a po něm Alboino, který byl společně s Cangrandem ghibellinem a sdílel s ním víru v monarchii a vládu Jindřicha Lucemburského. Jindřich oběma bratrům v březnu 1311 udělil říšský vikariát.
Alboino krátce nato zemřel a Cangrande, od roku 1308 sezdaný s Johanou, pravnučkou štaufského císaře Fridricha II., se stal jediným vládcem Verony. Od roku 1318 byl vůdcem lombardských ghibellinů, za pomoci obratné diplomacie a vojenské hrozby dostal pod svou kontrolu města Treviso , Belluno, Bassano, Feltre, Padovu a Vicenzu.
Zemřel nečekaně a bez potomstva v létě 1329 krátce po úspěšném dobytí Trevisa, kdy dle dobových pramenů po požití vody ze znečištěného pramene trpěl horečkou, zvracením a průjmem, ulehl a ráno stačil již jen uspořádat své poslední záležitosti.
Byl pohřben ve veronském kostele Santa Maria Antica. Dědici se stali Alboinovi synové Mastino a Albert. 
| „                                 | Jak hlásá veleslavná pověst po celém světě, messer Can della Scala, jemuž Štěstěna přála v mnoha věcech, byl jedním z nejvýznamnějších a nejskvělejších velmožů, kteří v Itálii prosluli od dob císaře Fridricha do dneška. | “ |
| — Giovanni Boccaccio v Dekameronu | |   |

Dante Alighieri, který pobýval na Cangrandeho dvoře v době svého vyhnanství, věnoval svému mecenášovi Ráj, poslední část Božské komedie.